# Nun komm, der Heiden Heiland (BWV 61)
Nun komm, der Heiden Heiland (BWV 61) is een religieuze cantate gecomponeerd door Johann Sebastian Bach.

## Programma
Deze cantate voor de eerste Adventszondag, werd gecomponeerd in Weimar en klonk voor het eerst op 2 december 1714 in de hofkapel van hertog Willem Ernst van Saksen-Weimar. Deze cantate werd opnieuw uitgevoerd op 28 november 1723 te Leipzig. Op deze eerste Adventszondag van het kerkelijk jaar wordt de verwachting van de terugkomst van de Messias voelbaar gemaakt. Deze cantate behoort tot de zogenoemde Kerstkring van het kerkelijk jaar die loopt van de 1ste Adventszondag tot de 4e zondag na Epifanie of Driekoningen. Daarna start de Paaskring omvattende 50 dagen voor en 50 dagen na Pasen.
Deze cantate behoort strikt genomen niet tot de eerste cantatejaargang omdat zij in 1714 geschreven werd en opnieuw uitgevoerd op de eerste Adventszondag 1723.
Bijbellezingen:
- Romeinen 13, 11-14 "De nacht loopt ten einde, de dag is genaderd"
- Matteüs 21, 1-9 "Zegt tot de dochter van Sion: zie je koning komt tot je"

## Tekst
De tekst is van Erdmann Neumeister (1671-1756), geschreven in 1714 voor de Hofkapel van Eisenach. De auteur nam in de eerste strofe de Lutherse vertaling over van een middeleeuwse hymne "Veni redemptor gentium" (Kom, Verlosser der volkeren). In recitatief 2 is een Bijbelcitaat uit Openbaringen 3, 20 verwerkt. In de koorafsluiting van deel 6 is het slot van het koraal "Wie schön leuchtet der Morgenstern" (1599) geciteerd, met tekst en melodie van Philipp Nicolai (1556-1608).
1. Openingskoor: Nun komm, der Heiden Heiland
2. Recitatief (bas): Der Heiland ist gekommen
3. Aria (tenor): Komm, Jesu, komm zu deiner Kirche
4. Recitatief (bas): Siehe, siehe, ich stehe vor der Tür und klopfe an
5. Aria (sopraan): Öfnne dich, mein ganzes Herze
6. Koraal (koor): Amen! Amen!

## Bezetting
De cantate is geschreven voor koor, de solostemmen sopraan, tenor en bas en voor de instrumenten Viool, altviool, basso continuo (inbegrepen violoncello en fagot).

## Toelichting

### Algemeen
Cantate 61 is een adventscantate waarbij Christus als Redder der mensheid verwacht wordt. In het openingskoor klinkt een belangrijk stuk kerkelijke dogmatiek door. In het recitatief van deel 2 is de heelmeester gekomen en zijn licht verlicht heel de mensheid naar lichaam en ziel. De aria van deel 3 heeft de vorm van een gebed. In het recitatief van deel 4 is het de Messias zelf die aan de poort klopt. Als je zijn stem herkent maak dan de deur open zodat hij binnenkomt en het avondmaal kan delen (aria deel 5). De cantatetekst sluit af met de apotheose van het lied Wie schön leuchtet der Morgenstern uitgeschreven in de vorm van een avondmaalskelk:
```
                  Wie bin ich doch so herzlich froh

                  dass mein Schatz ist das A und O

                      der Anfang und das Ende

                  Er wird mich doch zu seinen Preis

                      aufnehmen in das Paradeis;

                      des klopf ich in die Hände.

                              Amen, Amen,

                           komm, du schöne

                             Freudenkrone,

                          bleib nicht lange;

                     deiner wart ich mit Verlangen
```

### Bachs muzikale verwerking
Bachs toonzetting is als een tweede exegese van de geladen inhoud van het openingscouplet en daarbij een klankrijke tekstuitbeelding. 
- In het openingskoor laat Bach de Redder der wereld plechtig binnenschrijden in de vorm van een Franse ouverture: een opening met gepunteerde ritmen, een beweeglijk middendeel en een korte herneming van het brede begin.
- In het recitatief van deel 2 gaat het gestrenge over in een lieflijk arioso vol licht en zaligheid. Al dansend komt het licht naar beneden, naar de donkerste toon van de aarde.
- In de volgende aria (deel 3) bidt de kerk om zegening van het nieuwe jaar terwijl het neerdalende licht gewoon doorgaat en vragend Komm, Jesu komm.
- In het daaropvolgende recitatief (deel 4) klopt de Heer al smekend op de deur. De gehele strijkerspartij en de basso continuo klopt met korte pizzicato-akkoorden aan de "deur van 's harten woning".
- In de sopraanaria van deel 5 opent de bruid dan haar nederige woning in een dansvorm in een driedelige maat, een sarabande.
- In de koorafsluiting zingen allen "Amen, Amen", ons verlangen voert ons hemelwaarts. Boven het vierstemmige koor en de basso continuo zijn de violen te horen, als muzikale representatie van de hemel.